# Berrwiller
Berrwiller (en alsacià Barrwiller) és un municipi francès, situat a la regió del Gran Est, al departament de l'Alt Rin. L'any 1999 tenia 1.058 habitants.

## Demografia
| 1962 | 1968 | 1975 | 1982 | 1990 | 1999  |
| ---- | ---- | ---- | ---- | ---- | ----- |
| 671  | 719  | 797  | 870  | 912  | 1.058 |

## Administració
| Període   | Identitat     | Partit |
| --------- | ------------- | ------ |
| 1941-1959 | J.A. Krust    |        |
| 1959-1989 | M.A. Jesselen |        |
| 1989-2008 | Henri Schmidt |        |
| 2008-     | Fabian Jordan |        |